# Hippolyte Delaroche

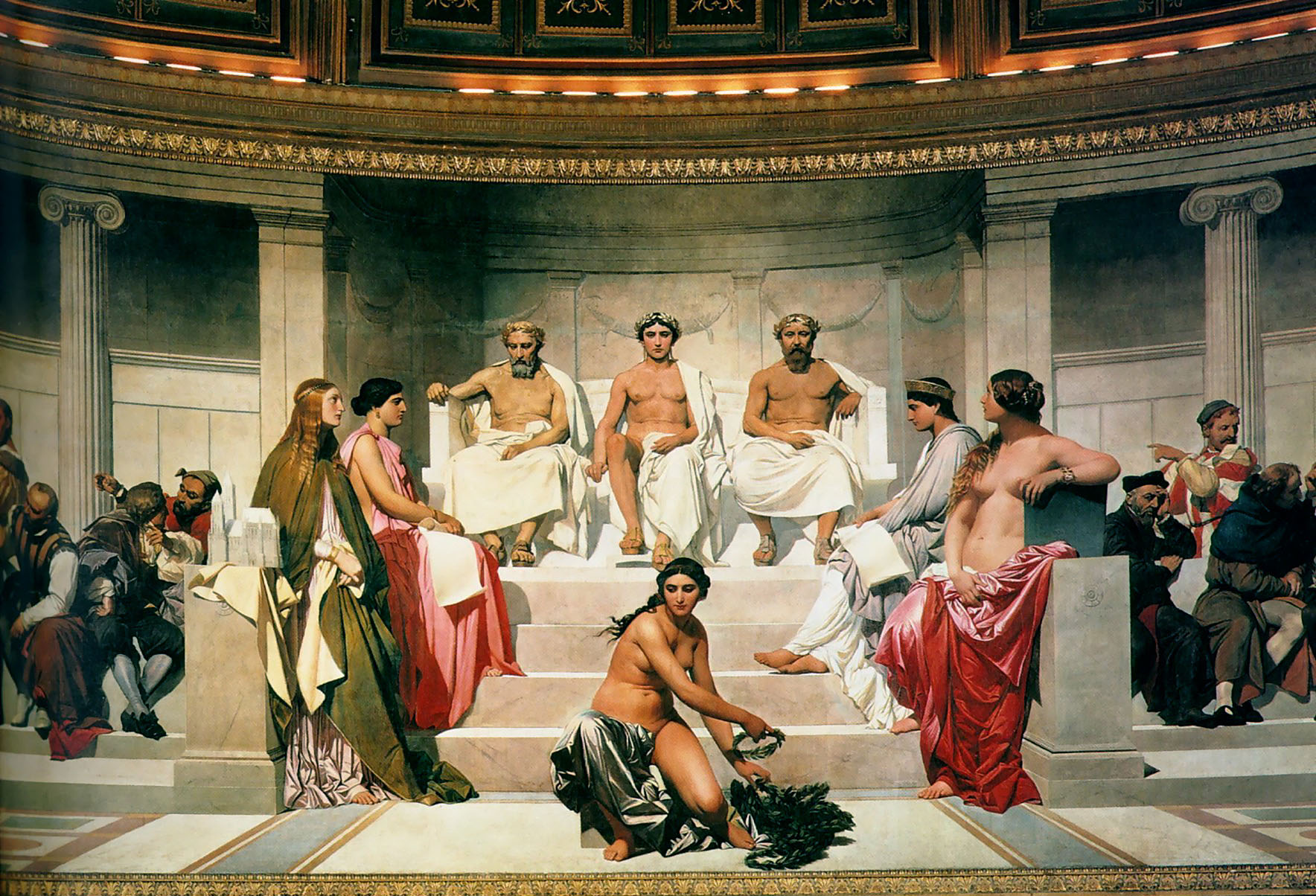
Hémicycle, middendeel

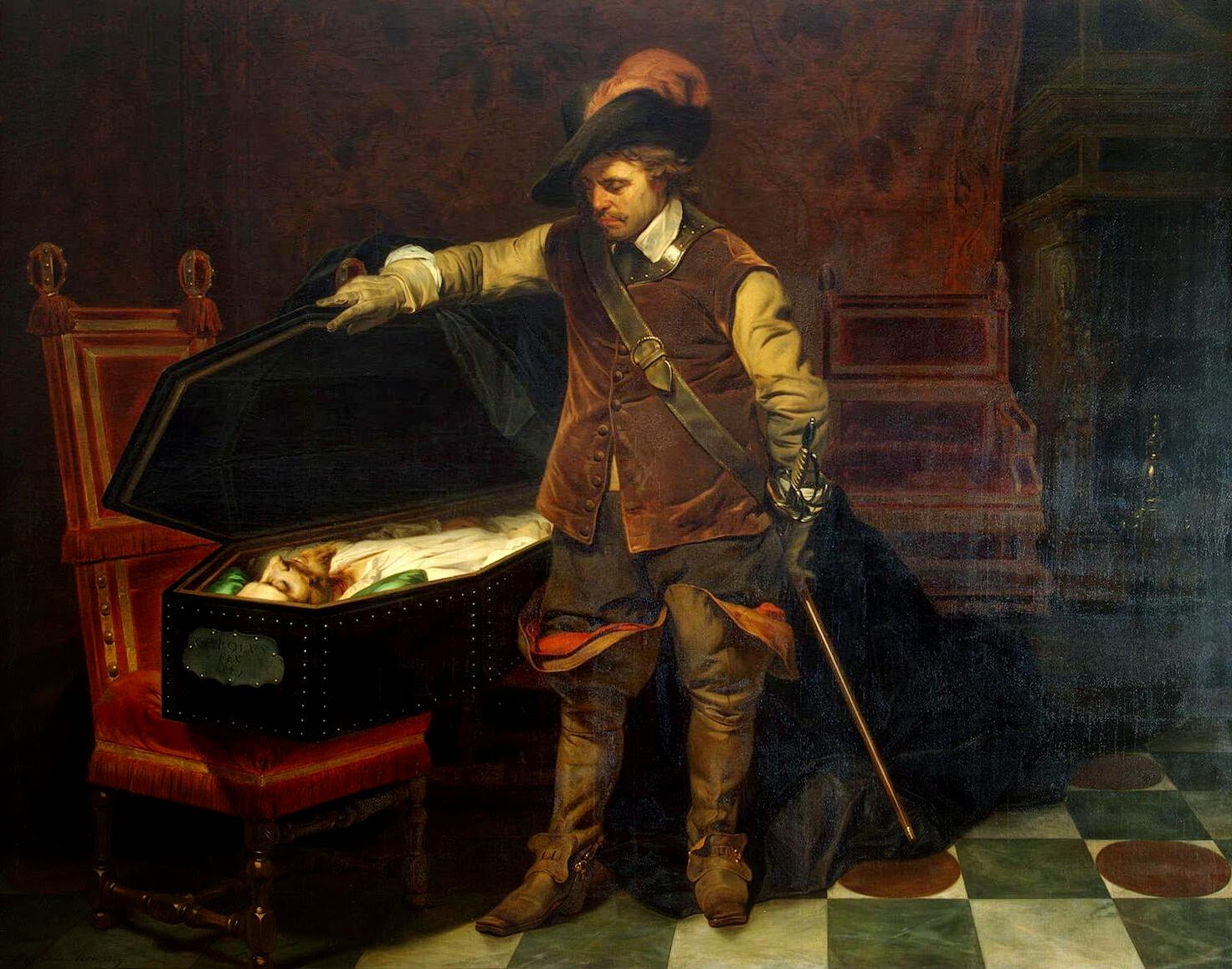
Cromwell opent de doodskist van Karel I (1831)

Hippolyte Delaroche, ook wel bekend als Paul Delaroche, (Parijs, 17 juli 1797 - aldaar, 4 november 1856) was een Franse kunstschilder. Hij maakte vooral historiestukken en portretten.

## Leven
Als zoon van de kunsthandelaar Grégoire-Hippolyte kwam hij uit een rijke familie. In 1816 trad hij toe tot de Parijse kunstschool École des Beaux Arts. Daar was hij eerst leerling van de landschapsschilder Louis-Étienne Watelet en later, in 1818, werd hij leerling van de historieschilder Antoine-Jean Gros.
In 1822 maakte hij, samen met Théodore Géricault en Eugène Delacroix, zijn debuut in de Parijse salon. Hierdoor verkreeg hij al snel naamsbekendheid en werd zijn werk gewild in adellijke kringen. In 1838 en 1843 maakte hij studiereizen naar Italië.
In 1832 werd hij docent aan de École des Beaux-Arts en in 1835 trouwde hij met Louise Vernet. Zij was de dochter van de beroemde kunstenaar Horace Vernet, die directeur was van de Academie de France in Rome. Tien jaar na hun huwelijk, in 1845, overleed zijn vrouw plotseling, wat voor Delaroche een zwaar verlies betekende. Volgens critici ontstond daarna het beste werk van Delaroche, die zijn gevoel uitte in meerdere kleine passiestukken.
In 1837 kreeg Delaroche van de architect Félix Duban de opdracht tot het vervaardigen van een enorme wandschildering in de halfronde theateraula van de École des Beaux Arts. Het werk in de trant van de school van Athene was zevenentwintig meter breed en geschilderd in olieverf direct op de muur. Het werk staat bekend als de Hémicycle. In centrale deel ziet men voorname zetels met de drie scheppers van het Parthenon: de architect Phidias, de beeldhouwer Ictinus, en de schilder Apelles. Zij vertegenwoordigen de eenheid der kunsten.
Links en rechts van het middendeel zijn de vijfenzeventig grootste kunstenaars aller tijden met elkaar in gesprek in kleine groepjes. Om een vrouwelijk element in te brengen schilderde Delaroche ook de negen muzen als schone jonge dames. Het werk werd gereedgezet in 1841, maar werd zwaar beschadigd bij een brand in 1855. Het herstel werd door het overlijden van de schilder in 1856 voortgezet en afgerond door Joseph-Nicolas Robert-Fleury.
Zijn schilderstijl wordt gerekend tot de romantiek. Hij had een groot aantal leerlingen, van wie er velen bekend werden, zoals Tony Robert-Fleury, Jean-Léon Gérôme en Jean-François Millet en voorts Gustave Boulanger, Charles-François Daubigny, Gustave Le Gray, Charles Nègre en Jean-François Portaels.
De Amerikaanse schrijver Henry James was zeer onder de indruk van het werk van Delaroche, dat hij zag op de postume tentoonstelling van de École des Beaux-Arts in 1856, en beschreef het werk De prinsen in de toren in zijn autobiografie "A small boy and others".

## Afbeeldingen

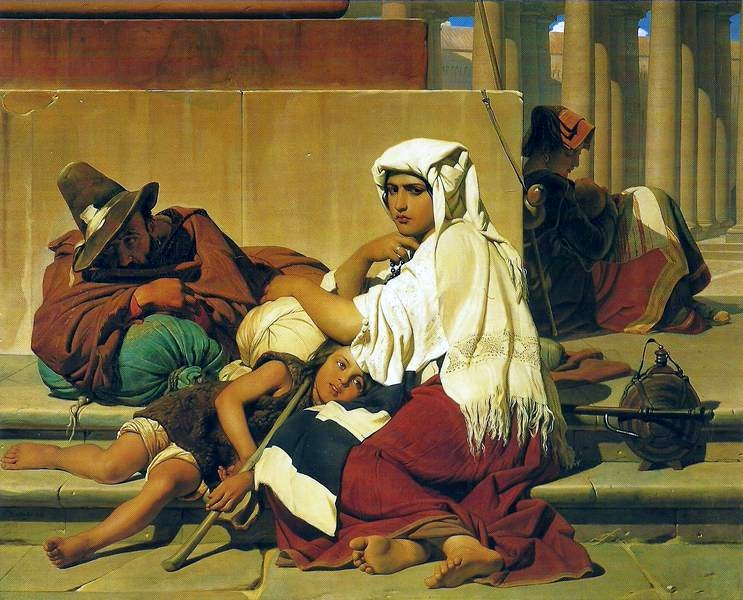
Pelgrims in Rome, 1842
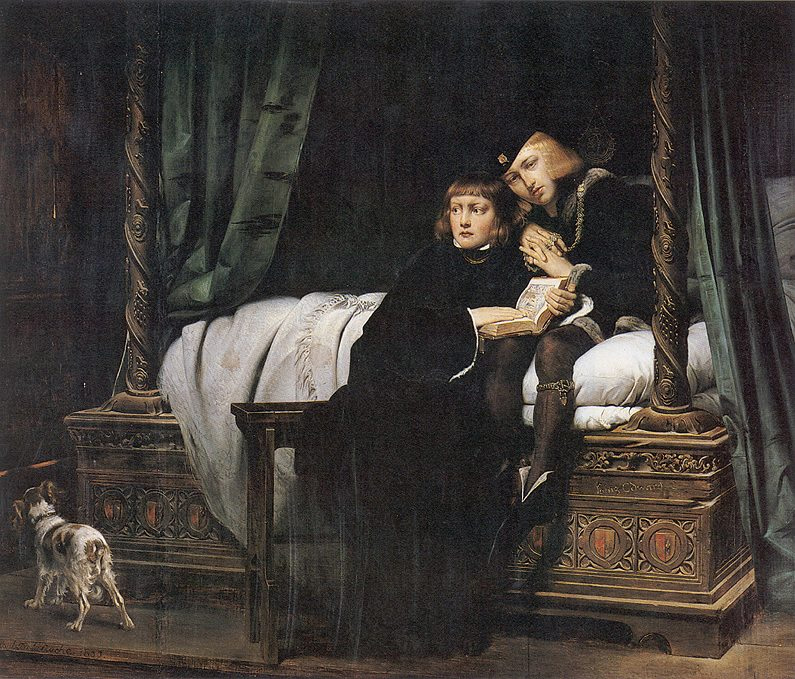
Édouard V, roi mineur d'Angleterre, et Richard, duc d'York, son frère puîné, 1831
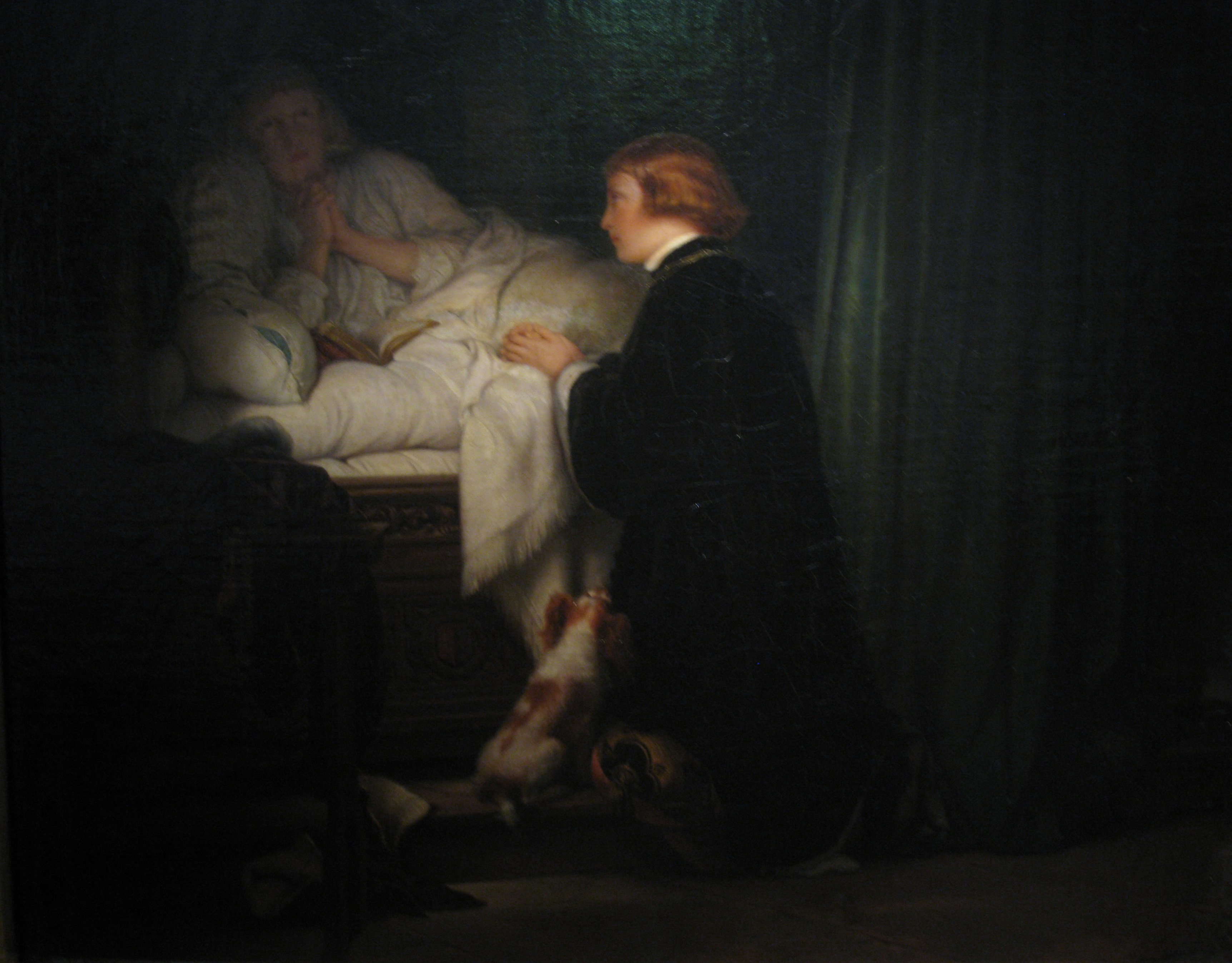
Kinderen van Eduard IV, 1852
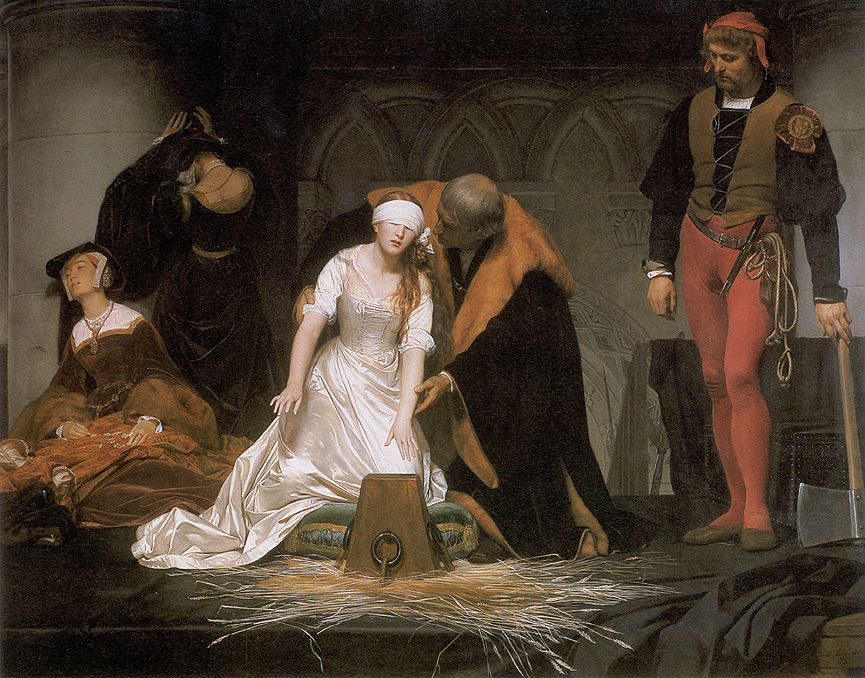
Terechtstelling van Lady Jane Grey, 1833
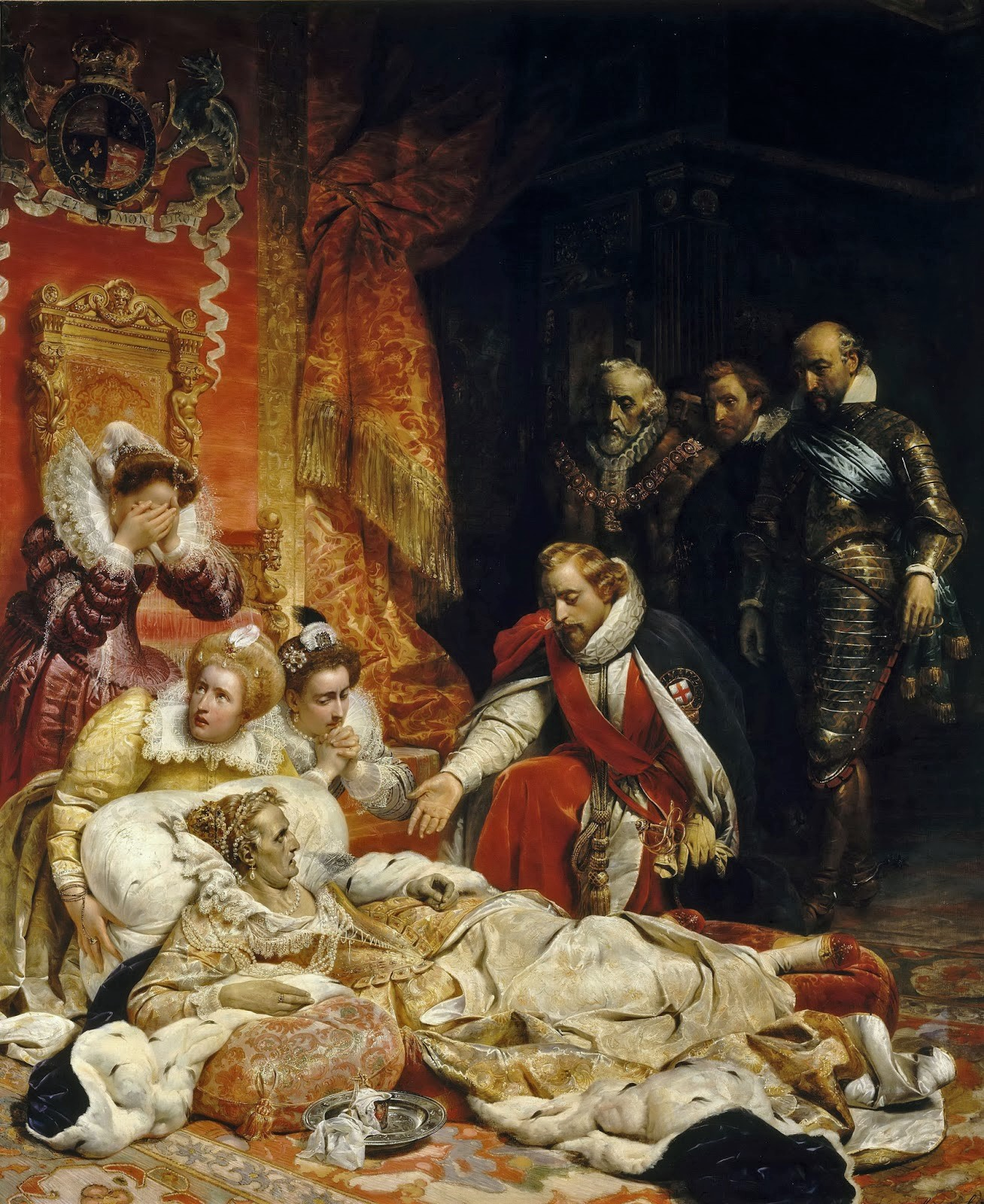
Elizabeth I, 1823
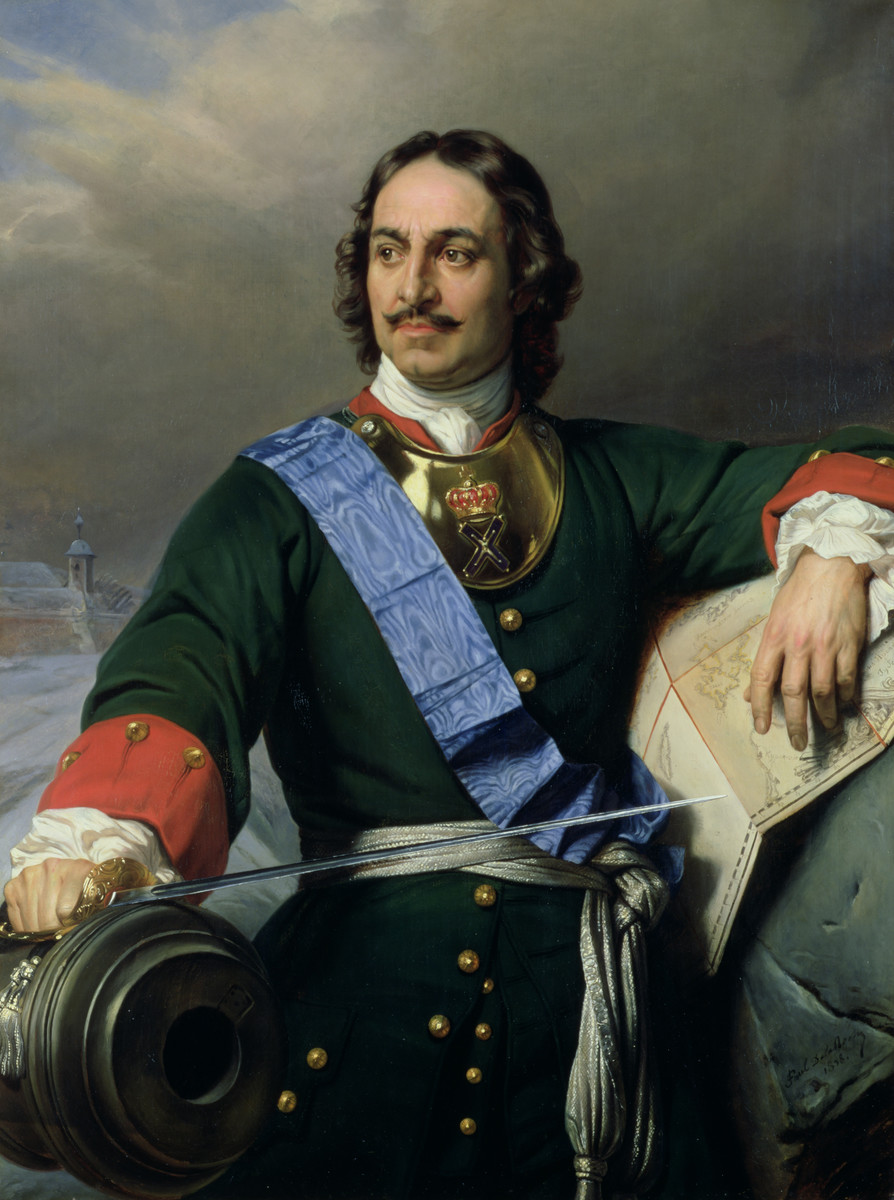
Peter de Grote, 1838
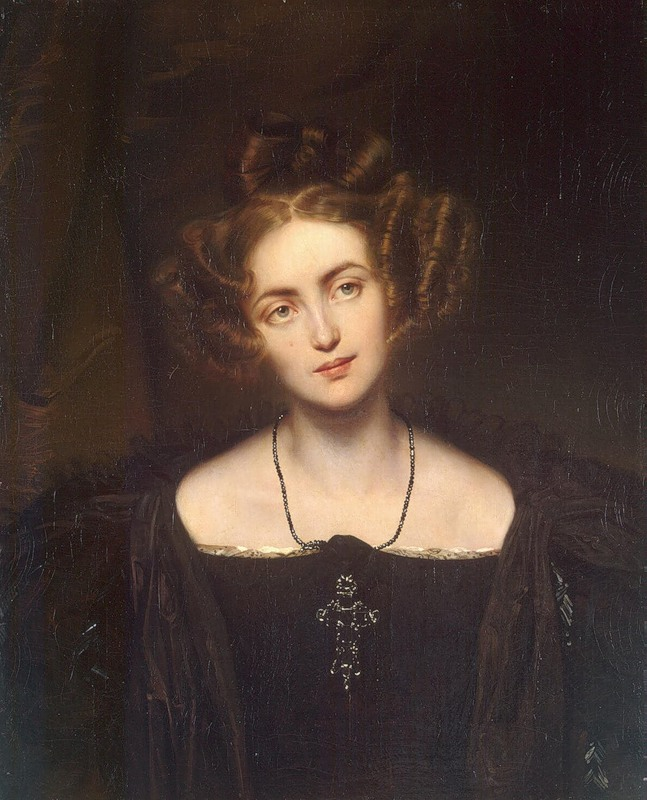
Henriette Sontag, 1831
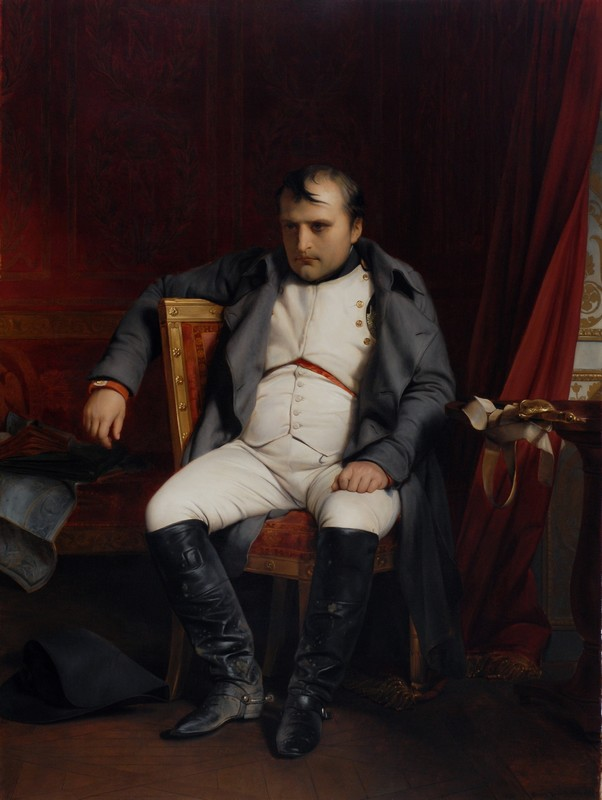
Napoleon, 1845
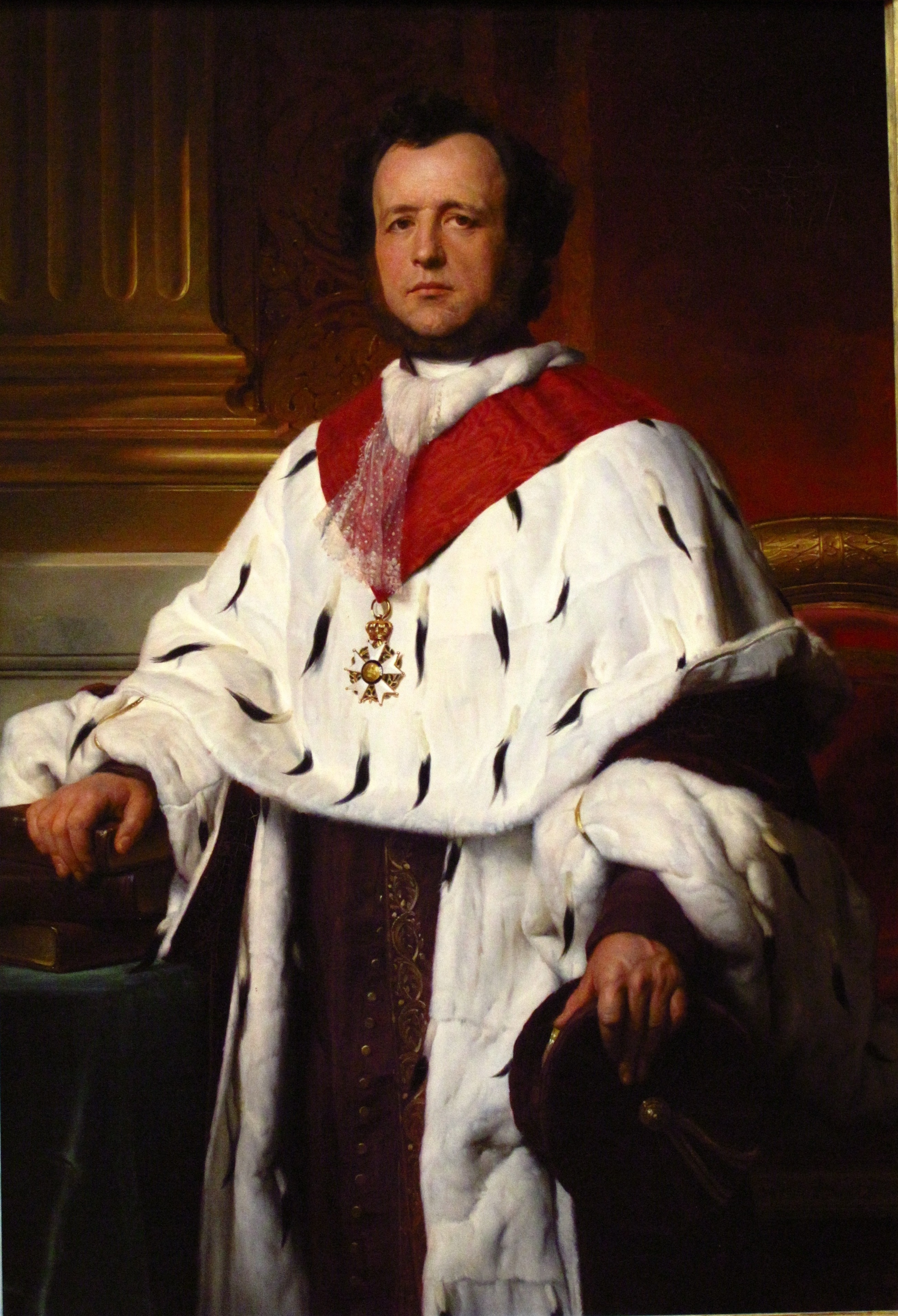
Narcisse-Achille de Salvandy, 1846
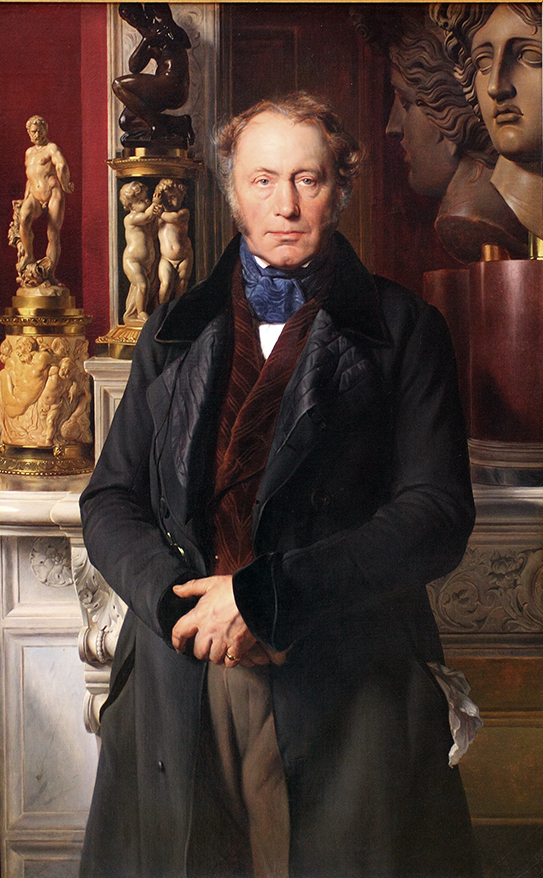
James Alexandre de Pourtalès, 1846
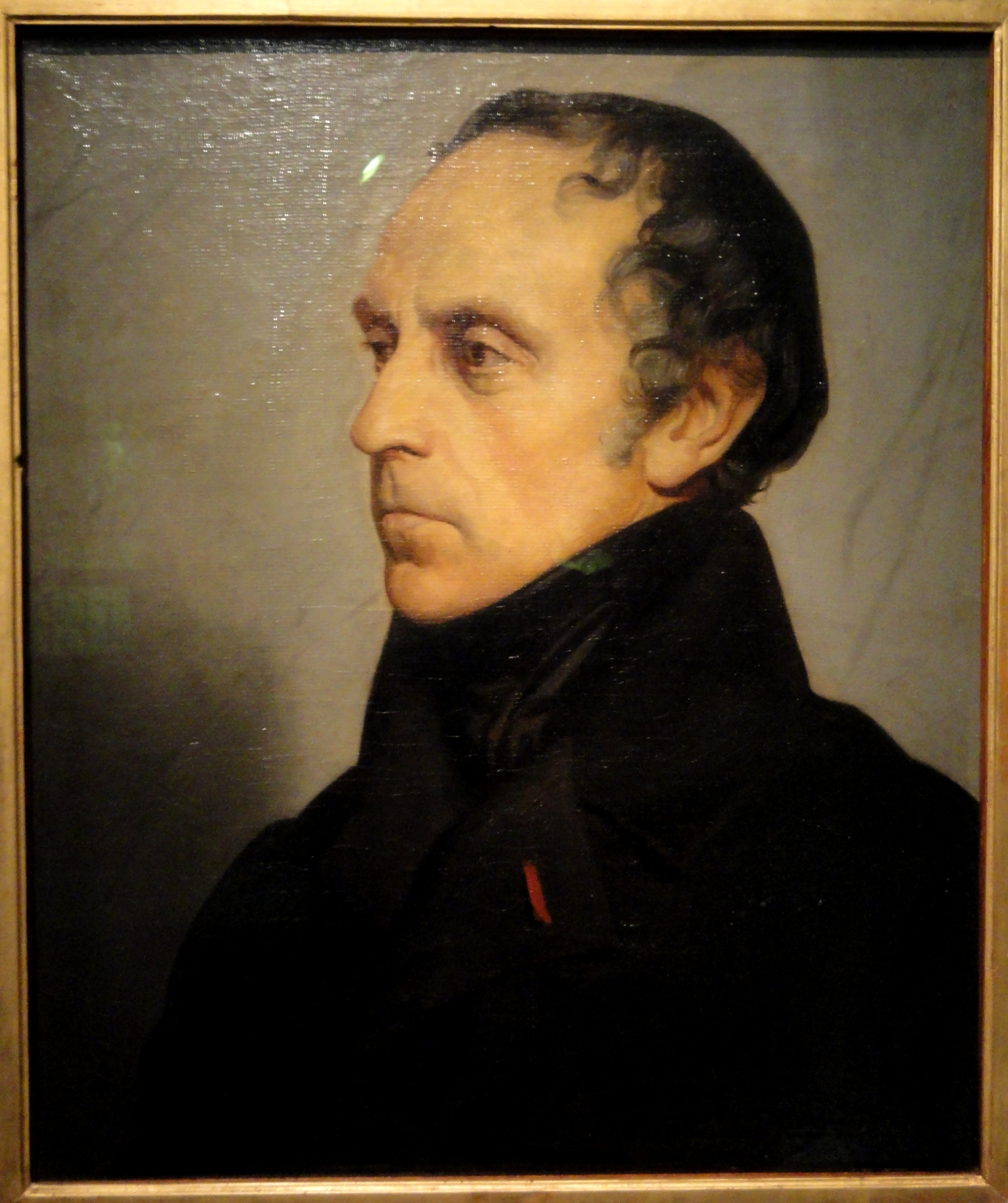
François Guizot, ca. 1839

- Art Gallery of South Australia: 3556
- Biblioteca Nacional de España: XX1578526
- Bibliothèque nationale de France: cb12650989k (data)
- Catàleg d'autoritats de noms i títols de Catalunya: 981058517857406706
- CiNii: DA01682529
- Gemeinsame Normdatei: 116057661
- International Standard Name Identifier: 0000 0001 2321 3904
- KulturNav: 6b04be28-df86-4927-b7ba-e46e3b8695f2
- Library of Congress Control Number: n50069678
- Base Léonore: LH//703/34
- MusicBrainz: 65c6493b-3e43-441a-97ea-a1edea9a2d3b
- Nationale Bibliotheek van Tsjechië: mzk2012707646
- Nationale bibliotheek van Australië: 35703694
- Nationale Bibliotheek van Israël: 987007422766105171
- Nationale Bibliotheek van Polen: a0000002610585
- Nederlandse Thesaurus van Auteursnamen: 073272124
- PIC: 14118
- RKD-Nederlands Instituut voor Kunstgeschiedenis: 21615
- SNAC: w6902qp1
- Système universitaire de documentation: 027574369
- Museum of New Zealand Te Papa Tongarewa: 591
- Trove: 1049971
- Union List of Artist Names: 500115439
- Virtual International Authority File: 100180689
- WorldCat: E39PBJc3HBxHGJ8QBHt7dbQ8YP